# Франклин (окръг, Канзас)
Вижте пояснителната страница за други населени места с името Франклин.
Окръг Франклин (на английски: Franklin County) е окръг в щата Канзас, Съединени американски щати. Площта му е 1494 km², а населението - 26 513 души. Административен център е град Отава.